# Billy Strayhorn
William Thomas Strayhorn (29 de noviembre de 1915 - 31 de mayo de 1967) fue un compositor estadounidense de jazz, pianista, letrista y arreglista, mejor recordado por su larga colaboración con el director de orquesta y compositor Duke Ellington que duró casi tres décadas. Sus composiciones incluyen "Take the 'A' Train", "Chelsea Bridge", " A Flower Is a Lovesome Thing " y "Lush Life". 

## Biografía
Strayhorn nació en Dayton, Ohio pero su familia pronto se mudó a Homewood (Pittsburgh, Pennsylvania). Su padre tenía problemas de alcoholismo y su madre lo envió con su familia en Hillsborough (Carolina del Norte) para protegerlo. Strayhorn pasó muchos meses de su infancia en la casa de sus abuelos en Hillsborough. En una entrevista, Strayhorn dijo que su abuela fue su principal influencia durante los primeros diez años de su vida, pues se interesó por la música mientras vivía con ella, quien tocaba himnos en su piano y ponía discos en su tocadiscos Victrola.
Strayhorn regresó a Pittsburgh y asistió a la es Westinghouse High School, donde más tarde asistieron personalidades como Erroll Garner y Ahmad Jamal . En Pittsburgh, comenzó su carrera musical, estudiando música clásica por un tiempo en el Instituto de Música de Pittsburgh, escribiendo un musical de la escuela secundaria, formando un trío musical que tocaba diariamente en una estación de radio local y, cuando aún era un adolescente, componiendo la letra de canciones como "Life Is Lonely" (más tarde renombrada "Lush Life"), "My Little Brown Book" y " Something to Live For ". Mientras todavía estaba en la escuela primaria, trabajó en trabajos ocasionales para ganar suficiente dinero para comprar su primer piano. Mientras estaba en la escuela secundaria, tocó en la banda de la escuela y estudió con el mismo maestro, Carl McVicker, quien también había instruido a los pianistas de jazz Erroll Garner y Mary Lou Williams. A los 19 años, estaba escribiendo para un musical profesional, Fantastic Rhythm . 
Aunque el primer acercamiento a la música Strayhorn, su ambición de convertirse en compositor clásico fue derribada por la dura realidad de un hombre negro que intentaba triunfar en el mundo clásico, que en ese momento era casi completamente blanco. Strayhorn fue presentado a la música de pianistas como Art Tatum y Teddy Wilson a los 19 años. Estos músicos lo guiaron al reino del jazz donde permaneció por el resto de su vida. Su primera exposición de jazz fue en un ensamble de solistas (también conocido como "combo") llamado "Mad Hatters" que tocaba en Pittsburgh. Los compañeros de Strayhorn, el guitarrista Bill Esch y el baterista Mickey Scrima, también influyeron en su movimiento hacia el jazz, y comenzó a escribir arreglos para la banda de baile Pittsburgh de Buddy Malone después de 1937.
Conoció a Duke Ellington en diciembre de 1938, después de una actuación de Ellington en Pittsburgh (había visto tocar a Ellington en Pittsburgh en 1933). Aquí primero le contó, y luego le mostró al líder de la banda cómo haría un arreglo a una de las piezas de Duke. Ellington se impresionó lo suficiente como para invitar a otros miembros de la banda a escuchar a Strayhorn. Al final de la visita, arregló que Strayhorn lo encontrara cuando la banda regresó a Nueva York. Strayhorn trabajó para Ellington durante el siguiente cuarto de siglo como arreglista, compositor, pianista ocasional y colaborador hasta su temprana muerte por cáncer. En la descripción de Ellington, "Billy Strayhorn era mi brazo derecho, mi brazo izquierdo, todos los ojos en la parte posterior de mi cabeza, mis ondas cerebrales en su cabeza y las suyas en las mías".
Poco antes de realizar su segunda gira europea con su orquesta, de marzo a mayo de 1939, Ellington anunció a su hermana Ruth y su hijo Mercer Ellington que Strayhorn se quedaría con ellos. A través de Mercer, Strayhorn conoció a su primer compañero, el músico afroamericano Aaron Bridgers, con quien Strayhorn vivió hasta que Bridgers se mudó a París en 1947.
En la década de 1950, Strayhorn dejó a su compañero musical Duke Ellington por unos años para seguir una carrera en solitario. Lanzó algunos álbumes como solista y participó con Copasetics (una sociedad de espectáculos de Nueva York), y realizó producciones teatrales con su amigo Luther Henderson.
En 1964, Strayhorn fue diagnosticado con cáncer de esófago, la enfermedad que le quitó la vida en 1967. Strayhorn finalmente sucumbió en la madrugada del 31 de mayo de 1967. Sus cenizas fueron esparcidas en el río Hudson con sus amigos más cercanos.
Mientras estaba en el hospital, había presentado su composición final a Ellington. " Blood Count " se usó como la tercera pista del álbum conmemorativo de Ellington para Strayhorn ... Y su madre lo llamó Bill, que se grabó varios meses después de la muerte de Strayhorn. La última pista del álbum es una versión espontánea en solitario de "Lotus Blossom" interpretada por Ellington, quien se sentó al piano y tocó para su amigo mientras la banda (que se puede escuchar en el fondo) estaba haciendo las maletas después del final formal de La sesión de grabación.

## Obra
Strayhorn compuso el tema más conocido de la banda, "Take the 'A' Train ", y una serie de otras piezas que se convirtieron en parte del repertorio de la banda. En algunos casos, Strayhorn recibió una atribución por su trabajo, como "Lotus Blossom", " Chelsea Bridge " y "Rain Check", mientras que otros, como " Day Dream " y " Something to Live For ", figuraron como colaboraciones con Ellington o, en el caso de " Satin Doll " y "Sugar Hill Penthouse", se acreditaron solo a Ellington. Strayhorn también arregló muchas de las grabaciones de banda dentro de banda de Ellington y proporcionó claridad armónica, sabor y brillo a las composiciones de Duke. Por otro lado, Ellington le dio a Strayhorn crédito total como su colaborador en trabajos posteriores más grandes, como Such Sweet Thunder, A Drum Is a Woman, The Perfume Suite y The Far East Suite, donde Strayhorn y Ellington trabajaron estrechamente juntos. Strayhorn también solía sentarse al piano con la Orquesta Ellington, tanto en vivo como en el estudio. 
El crítico musical de Detroit Free Press , Mark Stryker, concluye que el trabajo de Strayhorn y Ellington en la película de 1959, Anatomy of a Murder es "indispensable, [aunque] ... demasiado esquemático para clasificarse en el primer escalón entre las suites de obras maestras de Ellington-Strayhorn como Such Sweet Thunder y The Far East Suite, pero sus momentos más inspirados son iguales ". Los historiadores del cine han reconocido la banda sonora "como un hito: la primera música de cine significativa de Hollywood de afroamericanos que comprende música no diegética, es decir, cuya fuente no es visible o implícita por la acción en la película, como una banda en pantalla." La partitura "evitó los estereotipos culturales que anteriormente caracterizaban las partituras de jazz y rechazó una estricta adherencia a las imágenes en formas que presagiaban el cine New Wave de los años 60".
En 1960, los dos colaboraron en el álbum The Nutcracker Suite, grabado para el sello Columbia y con interpretaciones de jazz de "El cascanueces" de Tchaikovsky, arreglado por los dos. La portada original del álbum es notable por la inclusión del nombre y la imagen de Strayhorn junto con la de Ellington en el frente. 

## Legado e influencia
Un marcador histórico del estado de Pensilvania que destaca los logros de Strayhorn se colocó en la Westinghouse High School en Pittsburgh, de donde se graduó. En Carolina del Norte, un marcador histórico estatal en honor a Strayhorn se encuentra en el centro de Hillsborough, cerca de su "hogar de la infancia".
El antiguo Teatro Regent en el vecindario East Liberty de Pittsburgh pasó a llamarse Teatro Kelly Strayhorn en honor de Strayhorn y Gene Kelly en 2000. Es un teatro de artes escénicas comunitario.
En su autobiografía y en un pasaje de palabras habladas en su Segundo Concierto Sagrado, Duke Ellington enumeró lo que consideraba las "cuatro libertades morales" principales de Strayhorn: libertad del odio, incondicionalmente; libertad de la autocompasión (incluso a pesar de todo el dolor y las malas noticias); libertad del miedo a hacer algo que posiblemente pueda ayudar a otro más de lo que podría hacerlo a sí mismo y libertad del tipo de orgullo que puede hacer que un hombre piense que es mejor que su hermano o su vecino.

## Discografía
- ¡Buenos tiempos! con el Duke Ellington (Mercer, 1950)
- Billy Strayhorn!!! En Vivo!!! ( Ruleta, 1958)
- Taco para saxofón ( Felsted, 1959)
- El lado pacífico ( United Artists, 1961)
- Lush Life ( Barón Rojo, 1992)

### Como arreglista
Johnny Hodges con Billy Strayhorn y la orquesta (Verve, 1961 [1962])

### Como acompañante
- Castle Rock ( Norgran, 1951 [1955])
- Cremoso (Norgran, 1955)
- Ellingtonia '56 (Norgran, 1956)
- Duque en la cama (Verve, 1956)
- El gran sonido (Verve, 1957)
- Blues-a-Plenty (Verve, 1958)
- No tan ducado (Verve, 1958)
- Joya Sherrill canta duque (20th Century Fox, 1965)